# Война против Набиса
Война против Набиса или Лаконская война — война 195 года до н. э. между спартанцами (и их царём-реформатором Набисом) и коалицией Рима, Ахейского союза, Пергамского царства, Родоса и Македонии.

## Ход войны
По окончании 2-й Македонской войны Ахейский союз немедленно обратился против Спарты и потребовал от греков, а главное — от римлян, представителем коих был в данный момент победитель Тит Квинций, чтобы они, под предлогом «освобождения» греческих городов от тирании, объявили Набису войну.
В 195 году до н. э. объединённая римско-ахейская армия, усиленная воинскими контингентами многих городов Греции, во главе с Титом Квинкцием двинулась на Спарту. Перевес в численности войск у римского полководца над войском Набиса был слишком велик. У самой Спарты произошла битва, в которой лакедемоняне были отброшены обратно в город.
Немного постояв лагерем недалеко от Спарты, Тит Квинкций повёл армию вдоль Эврота на юг, разоряя страну. В то же время римский флот во главе римского полководца Луция Квинция вместе с греческими союзниками подошёл к главному и стратегически важному порту Спарты Гифию. Осаждённый как с моря, так и с суши, Гифий стойко держался, но ввиду безнадёжности положения вскоре капитулировал.
Отрезав Набиса от моря, Тит Квинций, имея около пятидесяти тысяч воинов, взял Спарту в кольцо. Переговоры между обеими сторонами не прошли успешно, и союзная армия обрушилась на спартанцев со всех сторон одновременно. Битва была жестокой и упорной, в некоторых крепостных укреплениях образовались проломы, куда и устремились римляне. Лакедемоняне держались изо всех сил, но римляне медленно продвигались вглубь города. Помимо сопротивления воинов-спартанцев, с крыш домов на легионеров скидывали черепицу старики и женщины. Положение к лучшему для Спарты спас полководец Набиса Пифагор, который создал у пролома стены пожар. Опасаясь окружения и гибели, римляне отступили из города. Несмотря на стойкое сопротивление, противостоять подавляющему перевесу сил противника Набис не мог и вынужден был заключить мир, продиктованный Ахейским союзом и Римом.

## Осада Спарты
Во время осады Гифия Пифагор присоединился к Набису в Спарте, приведя с собой 3 тыс. воинов из Аргоса. Когда Набис узнал, что Гифий сдался, он решил отправить посланника к Фламинину, чтобы начать переговоры об условиях мира. Набис предложил вывести остатки своего гарнизона из Аргоса и передать римлянам всех дезертиров и пленных. Фламинин созвал еще один военный совет, большинство на котором высказалось за захват Спарты и свержение Набиса.
Фламинин предложил Спарте свои условия: на 6 месяцев закдючается перемирие, если Набис сдаст Аргос со всеми своими гарнизонами из Арголиды, предоставит автономию прибрежным лаконским городам и отдаст им свой флот; выплатит военную контрибуцию в течение следующих восьми лет и не будет вступать в союзы с городами Крита. Набис отверг это предложение, заявив, что у него достаточно припасов, чтобы выдержать осаду. Поэтому Фламинин повел свое войско в 50 тыс. на Спарту и, разгромив спартанцев в битве за пределами города, начал готовиться к его захвату. Фламинин решил не устраивать осаду, а вместо этого попытаться взять город штурмом.  Спартанцы поначалу сопротивлялись, но большие щиты римлян делали дальнобойное оружие защитников бесполезным.
Римляне в ходе штурма захватили стены, но поначалу их продвижению внутрь города препятствовала узость дорог на окраинах. Однако по мере продвижения к центру города улицы становились шире, и спартанцы оттеснялись все дальше и дальше. Набис, видя, что его оборона рушится, попытался бежать, но Пифагор собрал солдат и приказал им поджечь ближайшие к стенам здания. Горящие обломки падали на вёдших наступление солдат противника, что привело к многочисленным жертвам. Заметив это, Фламинин приказал отступить в лагерь. Когда позже атака возобновилась, спартанцам удалось сдерживать атаки римлян в течение трех дней, прежде чем Набис, видя, что ситуация безнадежна, решил послать Пифагора с предложением о сдаче. Сначала Фламиний отказался встретиться с ним, но когда Пифагор прибыл в римский лагерь во второй раз, Фламинин принял капитуляцию, причем условия договора были такими же, как и ранее предложенные Фламинином. Мирный договор был позже ратифицирован римским сенатом.
Аргивяне восстали, когда услышали, что Спарта находится в осаде. Аргивянин Архипп напал на гарнизон Пеллены, которым командовал Тимократ. Тимократ сдал цитадель при условии, что он и его люди смогут уйти целыми и невредимыми. Взамен всем аргивянам, служившим в армии Набиса, было позволено вернуться домой.

## Последствия войны
По договору Спарта теряла Аргос, все подвластные ей города на побережье Пелопоннеса, владения на Крите. Защита этих городов поручалась Ахейскому союзу . Владения Набиса теперь ограничивались только Спартой, но уже в 192 году до н. э. тиран Лакедемона снова выступил против ахейцев. Спартанцы штурмом вернули крепость Гифий и имели успех против ахейцев в морском бою, но на этом подъём Набиса закончился, вскоре он был разбит недалеко от Спарты Филопеменом.
Попытка Набиса в будущем взять реванш не состоялась, во время военного смотра своего войска тиран был предательски убит своими союзниками этолийцами. Филопемен, воспользовавшись возникшим в результате безвластия хаосом в Спарте, с войском вступил в неё и в очередной раз заставил спартанцев присоединиться к Ахейскому союзу, окончательно упразднив в Спарте царскую власть. Одновременно со Спартой к Союзу были присоединены Элида и Мессения. Таким образом, в Ахейский Союз вошёл весь Пелопоннес.
Следует заметить, что пребывание в составе союза было тягостным для Спарты, и в ней неоднократно проходили выступления против ахейцев. После очередной смуты в 188 году до н. э. Спарта была сурово наказана Филопеменом — городские стены снесли, старые порядки Ликурга были отменены, были введены ахейские порядки, большая часть Лаконики отдана во владение Мегалополису.
После этих событий Спарта превратилась в рядовую греческую общину и перестала играть сколько-нибудь значимую роль в Греции.

## Последствия
После войны Фламинин посетил Немейские игры в Аргосе и провозгласил полис свободным. Аргивяне немедленно решили присоединиться к Ахейскому союзу. Фламинин также вывел все прибрежные города Лаконии из-под власти спартанцев и поставил их под защиту ахейцев, куда под охрану были переданы остатки спартанского флота. Набису также пришлось вывести свои гарнизоны из критских городов и отменить ряд социальных и экономических реформ, которые укрепили военный потенциал Спарты. Однако римляне не сместили Набиса со спартанского трона. Несмотря на то, что Спарта не имела выхода к морю и была обессилена, римляне хотели, чтобы независимая Спарта выступала в качестве противовеса растущему Ахейскому союзу. Верность Набиса была обеспечена тем фактом, что ему пришлось выдать пятерых заложников, в том числе своего сына Арменаса. Римляне не возвращали изгнанников, желая избежать внутренних распрей в Спарте. Однако они разрешили любой женщине, которая была замужем за бывшим илотами, но чей муж находился в изгнании, присоединиться к ним.
После того как римские легионы Фламинина вернулись в Италию, греческие государства вновь оказались предоставлены сами себе. Доминирующими державами в регионе в то время были Македонское царство, которое недавно проиграло войну с Римом, этолийцы, усилившаяся Ахейская лига и ослабевшая Спарта. Этолийцы, выступавшие против вмешательства Рима в греческие дела, подстрекали Набиса вернуть свои прежние территории и положение среди греческих держав. К 192 году Набис, построивший новый флот и усиливший свою армию, осадил Гифий. Ахейцы в ответ отправили посланника в Рим с просьбой о помощи. В ответ сенат отправил претора Авла Атилия Серрана с флотом, чтобы разгромить флот Набиса, а также посольство во главе с Фламинином. Вместо того чтобы ждать прибытия римлян, ахейская армия и флот направились к Гитию под командованием Филопемена. Ахейский флот потерпел поражение от недавно построенного спартанского флота, причем ахейский флагманский корабль развалился на куски при первой же таранной атаке. На суше ахейцы также не смогли победить спартанские войска за пределами Гития, и Филопемен отступил в Тегею. Когда Филопемен вернулся в Лаконию со второй попытки, его войска попали в засаду, устроенную Набисом, но, тем не менее, ему удалось одержать победу.  Теперь ахейцы могли беспрепятственно опустошать Лаконию в течение тридцати дней, в то время как спартанские войска оставались в своем укрепленном городе. Планы захвата самой Спарты были разработаны к тому времени, когда прибыл римский посланник Фламинин и убедил ахейского стратега  пощадить ее. На данный момент Набис решил взамен принять статус-кво и капитулировать на тех же условиях, что и в предыдущем договоре.

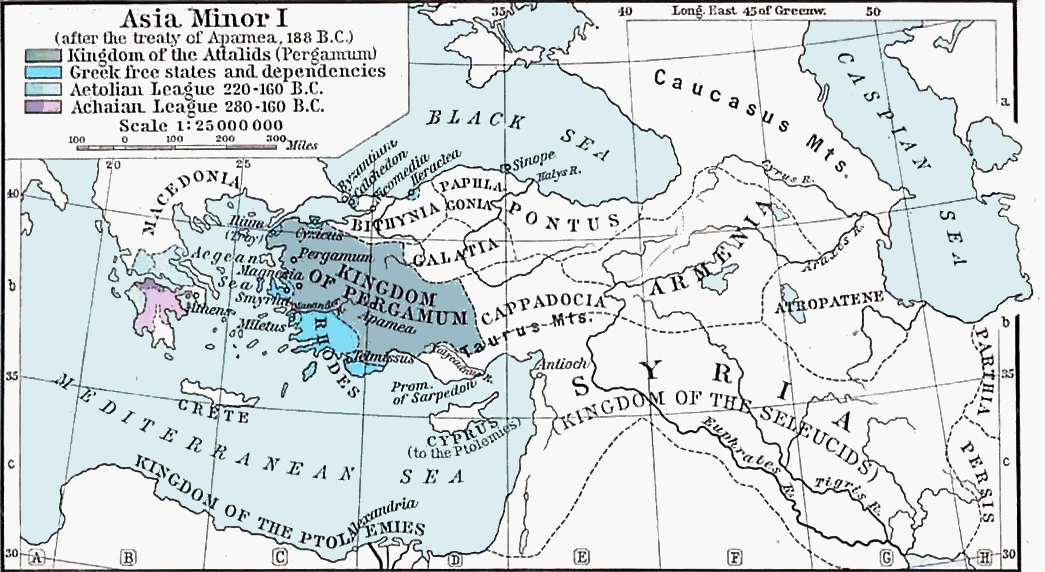
Греция к 188 г.

Поскольку армия Спарты была теперь ослаблена, Набис обратился за помощью к этолийца. Они отправили в Спарту 1000 всадников под командованием Алексамена. История гласит, что, когда Набис наблюдал за тренировками своей армии, этолийский военачальник напал на него и убил своим копьем. После этого этолийские войска захватили дворец и приступили к разграблению города, но спартанцы смогли сплотиться и изгнать их из Спарты.. Пока в Спарте царили беспорядки, в город вошла ахейская армия Филопемена, включившим Спарту в состав Ахейской лиги. Спартанскому полису было позволено сохранить свои законы и территорию, но власть изгнанников и прежняя система власти восстановелны не были.
В 189 году до нашей эры захваченным Римом заложникам, за исключением сына Набиса, который заболел и умер, было разрешено вернуться в Спарту. страдающие от политических и экономических проблем из-за присутствия поблизости враждебно настроенных изгнанников и отсутствия выхода к морю, спартанцы захватили город Лас, который был домом многих изгнанников и членом Союза свободных лаконцев. Ахейцы воспользовались этим поводом чтобы покончить с независимостью Спарты раз и навсегда. Они потребовали выдачи людей, ответственных за нападение. В ответ преступники убили тридцать граждан, настроенных проахейски, вышли из Лиги и обратились за опекой к римлянам. Римляне, желавшие распада Ахейского союза, не вмешивались в разворачивавшиеся события.  В 188 г. Филопемен вступил в Северную Лаконию с армией и спартанскими изгнанниками, которые настаивали на своём возвращении в Спарту. Сначала он вырезал 80 противников ахейцев в Компасиуме, а затем приказал разрушить стену, которую Набис построил вокруг Спарты. Затем Филопемен вернул изгнанников на родину и отменил спартанские законы, заменив их ахейскими. Таким образом, роль Спарты как крупной державы в Греции закончилась, а Ахейский союз стала доминирующей силой всего Пелопоннеса.

## Кинематограф
- Гладиаторы Спарты (1964 год)